# 馬庫斯帕納 (塔巴斯科州)
馬庫斯帕納（西班牙語：Macuspana）；全名為聖弗朗西斯科的馬庫斯帕納（西班牙語：San Francisco de Macuspana）是墨西哥的城市，由塔巴斯科州負責管轄，位於該國東南部，距離首府比亞埃爾莫薩45公里，始建於1665年2月17日，面積2,551平方公里，海拔高度10米，每年平均降雨量2,403毫米，2010年人口46,845。

## 外部連結
- Link to tables of population data from Census of 2005 INEGI: Instituto Nacional de Estadística, Geografía e Informática
- Macuspana Enciclopedia de los Municipios de México